# Michif
El michif és una de les llengües dels métis del Canadà i dels Estats Units, que són descendents de les Primeres Nacions (principalment els cree, els nakota i els ojibwe). i treballadors del comerç de pells d'ascendència blanca (principalment francesos). També és anomenada cree michif o cree métis.
El michif va sorgir a principis del segle XIX com una llengua mixta i va adoptar un caràcter coherent entre 1820 i 1840 aproximadament.
El michif és una llengua mixta en què la major part dels noms i dels adjectius és d'origen francès, mentre que la major part dels verbs prové del cree, una llengua ameríndia de la família àlgica. No hi ha intel·ligibilitat ni amb el francès ni amb el cree.
El 2021, el nombre de parlants de michif al Canadà era de 1.845, i uns centenars als Estats Units. No obstant això, s'estima que el nombre de parlants fluids en michif és inferior a 1.000. Actualment, el michif es parla a les comunitats métis disperses a les províncies de les praderies canadenques de Saskatchewan, Manitoba i Alberta, i a Dakota del Nord i Montana als Estats Units, sobretot a la Reserva Índia de Turtle Mountain.
Tan sols un segle enrere, sembla que hi havia 2.000 o 3.000 parlants de michif. Actualment la llengua es transmet poc als infants i la majoria dels parlants són persones grans, de manera que la llengua es troba en perill d'extinció. Tanmateix, les comunitats metis del Canadà estan duent a terme esforços de revitalització lingüística. El 1998, Heritage Canada va proporcionar al Consell Nacional dels Métis finançament per treballar en la preservació de Michif. La Federació de Métis de Manitoba i el Centre de Recursos Métis, entre d'altres, també han produït diccionaris i programes lingüístics en michif.
No hi ha un sistema ortogràfic estandarditzat per al michif. Això vol dir que les comunitats de parla de michif lletregen les paraules tal com es pronuncien en els dialectes regionals, creant molta variació en l'ortografia. A part de les diferències lingüístiques locals, la manca d'un sistema ortogràfic uniforme es pot atribuir a la història de Michif com a llengua oral.